# EM Client
eM Client je aplikace pro operační systémy Windows a macOS sloužící k odesílání a přijímání e-mailových zpráv, správu a sdílení kalendářů, úkolů, kontaktů a poznámek (součástí je i chat). Jedná se o uživatelsky přívětivou alternativu k existujícím e-mailovým a kalendářovým klientům jako například MS Outlook, nebo Thunderbird.
eM Client má bezplatnou verzi Free, kterou lze nekomerčně používat se dvěma e-mailovými účty. Placená licence Pro je i pro komerční účely, podporuje neomezený počet účtů a má i některé funkce navíc. Plnou funkcionality lze vyuzkoušet vrámci 30denní zkušební verze.
Jako druhý jazyk byla v této aplikaci implementována čeština, neboť se na vývoji podílí převážně čeští programátoři. Dále pak přibyla německá a francouzská lokalizace. Aktuálně je aplikace přeložena do 20 jazyků a deklaruje přes 1,5 milionu aktivních uživatelů.

## Historie
eM Client je vyvíjen od roku 2006 na platformě MS .NET. V lednu 2019 vyšla verze pro operační systém macOS.
Nejnovější verze programu eM Client 8.2 byla vydána v březnu 2021, jako další vylepšení verze 8 z června 2020.
eM Client pro iOS a Android vyšel v roce 2024.

## Funkcionalita
eM Client má širokou funkcionalitu včetně jednoduchého importu dat z jiných aplikací, funkce chatu, ovládání přes dotykový displej, funkci automatického zálohování, podporu widgetů, rychlé pokročilé vyhledávání včetně full-textového vyhledávání v přiložených souborech, nebo podpora úložišť Dropbox, OneDrive, Google Drive, ownCloud a Nextcloud. K dispozici je serverové vyhledávání pro IMAP a Exchange Server či Office 365 a podpora serverových pravidel na pro ty samé služby a IceWarp. Uživatelé s Pro licencí mají navíc k dispozici např. okamžitý překlad zpráv (Bing), hromadnou korespondenci, integrované synchronizované poznámky, přehled příloh, nebo funkce Odložení příchozích zpráv, Sledování odpovědi a Odložené odesílání.
Od verze 8.2 eM Client podporuje integraci se službami Zoom, Microsoft Teams a Google Meet.

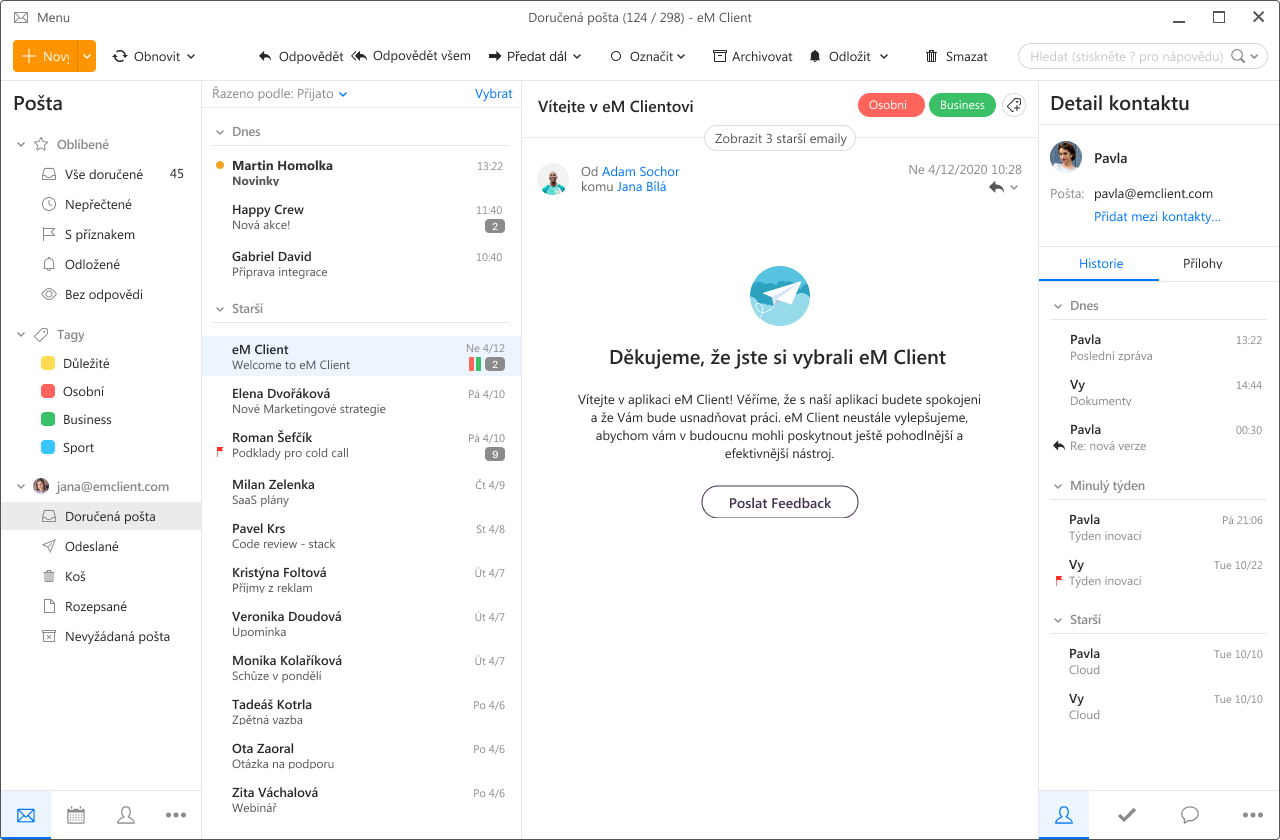
eM Client 8 - náhled inboxu (Windows)

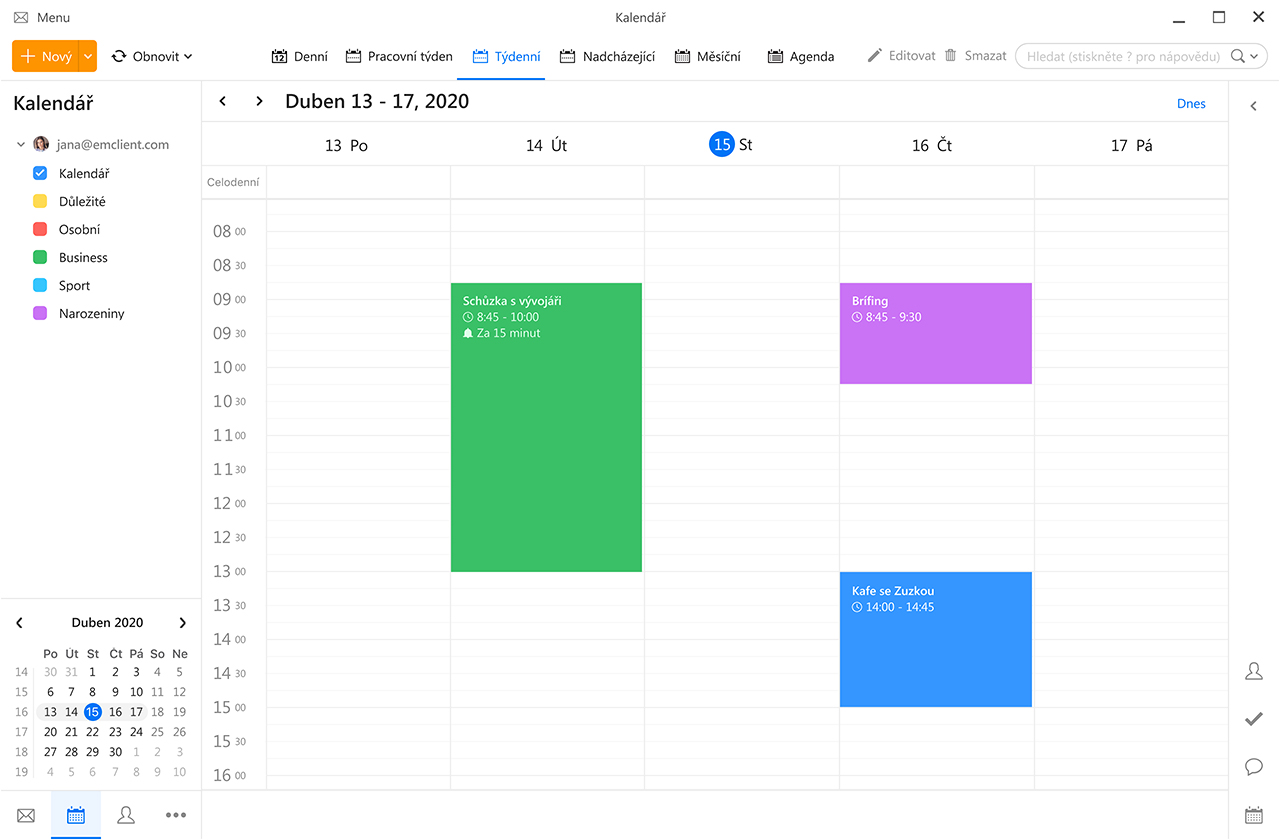
eM Client 8 - týdenní kalendář (Windows)

Aplikace umožňuje jednoduché PGP šifrování zpráv a vyhledávání veřejných PGP klíčů (eM Keybook).

## Kompatibilita
eM Client plně podporuje online/offline IMAP, POP a EWS protokoly, U3 Smart Disky a kalendářové funkčnosti s online synchronizací za použití protokolů CalDAV a GroupDAV a pro kontakty CardDAV. Díky tomu můžete z eM Clienta spravovat kalendář, který je například částí Gmail účtu a sdílet jej s dalšími uživateli.
eM Client je kompatibilní s:
- Google Workspace (Gmail, Google Meet, and others)
- iCloud
- MS Office 365
- MS Outlook (outlook.com)
- MS Exchange
- IceWarp
- SmarterMail
- Imageway
- Kerio
- MDaemon
- Mailfence
- SOGo a další